# Orthoplana sewardensis
Orthoplana sewardensis är en plattmaskart som beskrevs av Ax och Armonies 1990. Orthoplana sewardensis ingår i släktet Orthoplana och familjen Otoplanidae. Inga underarter finns listade i Catalogue of Life.